# Unzen-Amakusa-Nationalpark
Der Unzen-Amakusa-Nationalpark (jap. 雲仙天草国立公園, Unzen Amakusa Kokuritsu Kōen) befindet sich in der Region Kyūshū. Der Park wurde 1934 als einer der ersten Nationalparks Japans gegründet. Benannt wurde er zunächst nach dem Vulkankomplex Unzen als Unzen-Nationalpark. 1956 wurde das Parkgebiet jedoch noch um die benachbarte Amakusa-Region erweitert. Der Nationalpark erstreckt sich über die drei Präfekturen Nagasaki, Kumamoto und Kagoshima. Als Nationalpark ist das Parkgebiet mit der IUCN-Schutzkategorie II klassifiziert.
Das japanische Umweltministerium ist für die Verwaltung des Nationalparks zuständig.

## Landschaft
Durch die vulkanische Aktivität um den Unzen gibt es in dem Gebiet viele heiße Quellen (Onsen). Das Amakusa-Gebiet im Süden des Nationalparks ist dagegen ein 120 Inseln umfassendes Archipel mit schroffer Küstenlinie. An der Westküste der Insel Shimo-shima (上島) befindet sich die als Landschaftlich Schöner Ort ausgewiesene Myōken-Bucht.

## Flora und Fauna
Das Gebiet des Unzen-Amakusa-Nationalparks teilt sich in drei Vegetationszonen auf:
- sommergrüner Laubwald oberhalb von ca. 950 m Höhe
- Mischwald zwischen ca. 600 und 950 m Höhe
- immergrüner Laubwald unterhalb von ca. 600 m Höhe

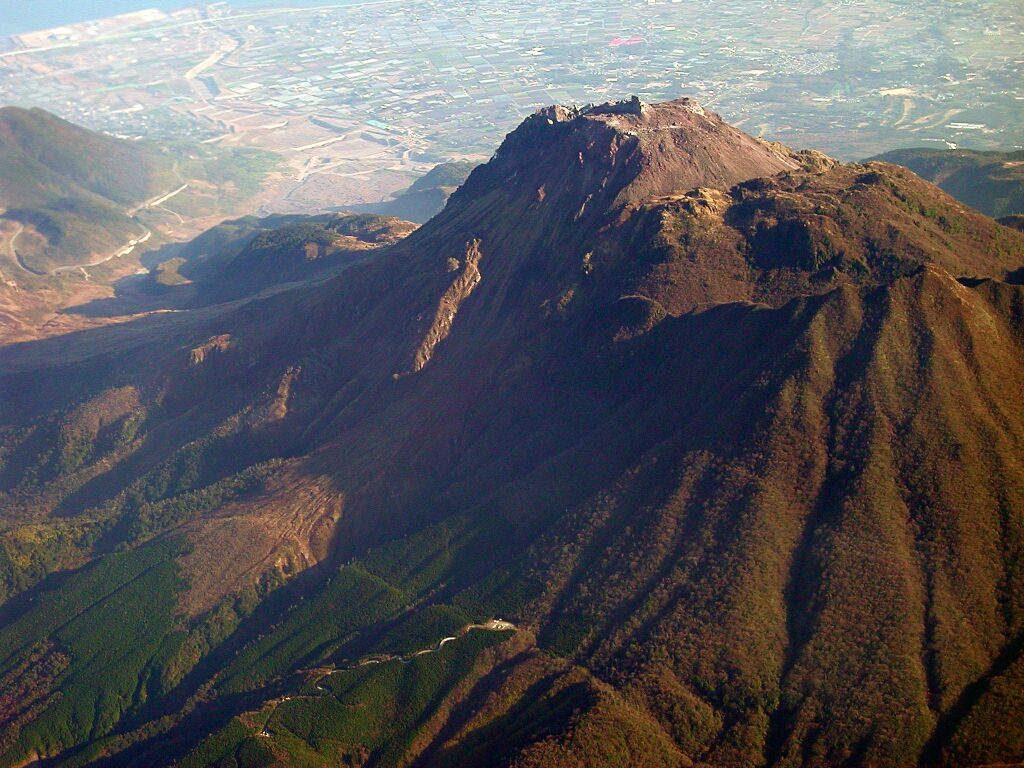
Unzen (Vulkan)
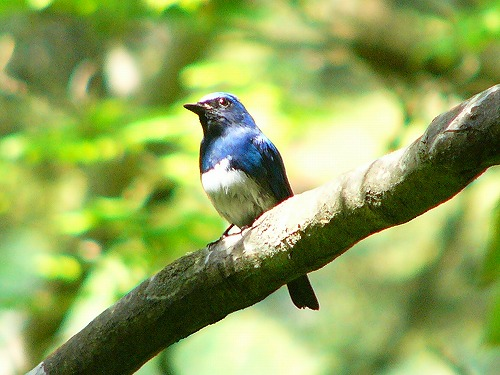
Japanschnäpper (Cyanoptila cyanomelana)

## Tourismus
Die jährlichen Besucherzahlen standen zuletzt bei 6,65 Millionen (Stand 2013).